# Acacia microbotrya
Acacia microbotrya är en ärtväxtart som beskrevs av George Bentham. Acacia microbotrya ingår i släktet akacior, och familjen ärtväxter. Inga underarter finns listade i Catalogue of Life.